# Реекспорт
Реекспорт (англ. Re-exportation) – продаж або передача на інших законних підставах іноземним суб'єктам господарської та іншої діяльності з вивезенням або без вивезення за межі України товарів, раніше імпортованих в Україну.
Реекспорт (реекспортна операція) — це продаж та вивезення за кордон раніше ввезеного товару, який не піддавався в реекспортуючій країні ніякій обробці. Митною статистикою реекспортними вважаються також операції, при яких товари, що передаються, відправляються новому покупцю без завезення в реекспортуючу країну. Об'єктом реекспорту найчастіше є товари, що продаються на міжнародних аукціонах та товарних біржах.
Здійснюють реекспортні операції торгові фірми для отримання прибутку завдяки різниці цін на той самий товар на різних ринках. Країна, фірма якої здійснює реекспорт, отримує торговий прибуток та вигоди від надання транспортних послуг, проведення страхових, кредитних та інших операцій товаропросування.
Реекспортні операції передбачають укладення двох зовнішньоторгових угод реекспортером. За першим договором він купує товар, а за другим - продає його.
Бажаною умовою для проведення реекспортних операцій є наявність території, на якій товари не оподатковуються, наприклад, вільних економічних зон. Товари, які ввозять на територію таких зон, не обкладаються митом і звільняються на весь час зберігання від податків. У випадку продажу товарів усередину країни при переміщенні їх через митний кордон сплачується мито, а у випадку реекспорту товари вивозяться без будь-яких митних формальностей.
Реекспортні операції здійснюються, як правило, на замовлення кінцевого імпортера, який не має виходу на ринок країни експортера та не бажає нести витрати, які зв'язані з таким виходом. Іноді причиною реекспортних операцій є торгово-політичні умови, які обмежують експорт чи імпорт до деяких країн.
Перевезення товарів транзитом через країну як реекспорт не розглядається.